# فرودگاه اوار-اراندو
فرودگاه اوار-اراندو (به انگلیسی: Avaré-Arandu Airport) (به زبان بومی: Aeroporto Regional Avaré-Arandu/Comte. Luiz Gonzaga Luth) یک فرودگاه همگانی مسافربری با کد یاتا QVP است که یک باند فرود آسفالت دارد و طول باند آن ۱۴۸۰ متر است. این فرودگاه در کشور برزیل قرار دارد و در ارتفاع ۸۱۰ متری از سطح دریا واقع شده‌است.